# 五月信子

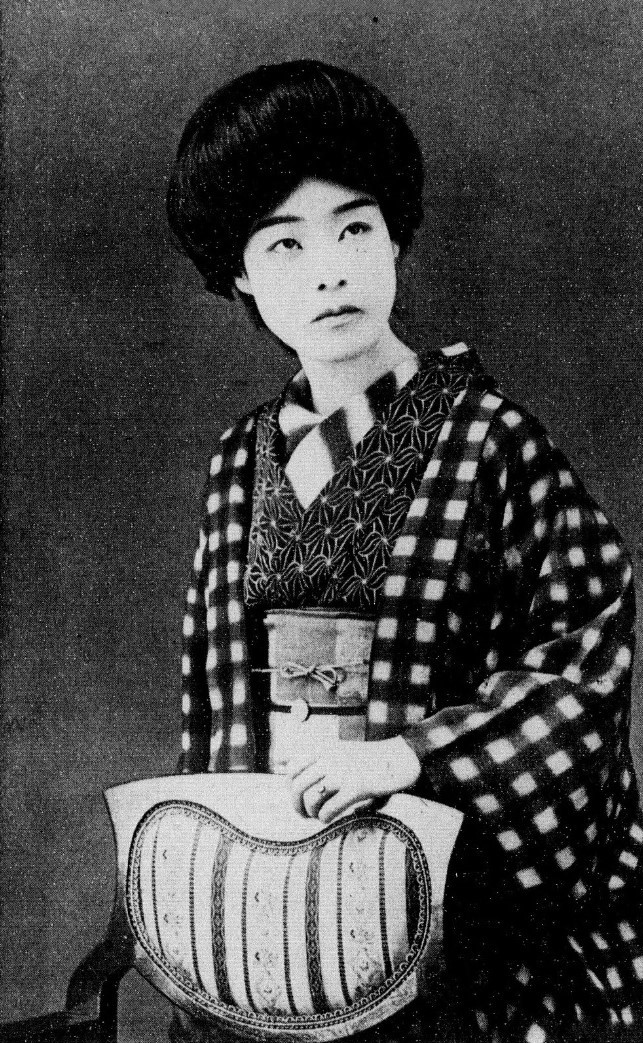
五月信子 1919年

五月 信子（さつき のぶこ、1894年2月13日 - 1959年7月21日）は、日本の女優。本名・御手洗忍（旧姓名・前川しのぶ）。
新派から映画界に転じ、創成期の松竹蒲田で活躍。川田芳子・栗島すみ子と並ぶ看板スターとして知られた。また、舞台女優としても劇団「近代座」を結成し、多くの後進を育てた。

## 来歴

### 生い立ち〜舞台女優へ
埼玉県北足立郡浦和町（のち浦和市、現・さいたま市）に生まれる。父・潔は浦和警察署の署長をつとめた。埼玉県立浦和高等女学校（現・埼玉県立浦和第一女子高等学校）を卒業後、新劇を志し、1915年9月に武田正憲と川村花菱が東京・神田の東京座で旗揚げした「新日本劇」に入る。座員には、武田正憲を頭に、花柳章太郎・藤村秀夫・岩田祐吉・正邦宏・永井赤鳥（後の柳永二郎）・渡瀬淳子・村田栄子などがいた。
同年の第一回公演『枝川の流れ』で、本名の前川しのぶで初舞台。翌1916年3月の本郷座での第三回公演『虎公』（佐藤紅緑原作）で、初めて「五月信子」の芸名を名乗り、秋園久満子役を演じた。芸名は、結婚した友人の旧姓と、本名「しのぶ」の一部から採ったという。この間、芸術座附属演劇研究所で学び、1916年4月からは、「新日本劇」の地方巡業にも参加するが、劇団は同年9月に解散となる。解散後間もなく、同劇団の顧問であった佐藤紅緑が残党を集めて新たに「日本座」を結成すると信子も参加し、12月の旗揚げ公演『裾野』で主演の仮名子を演じて認められる。

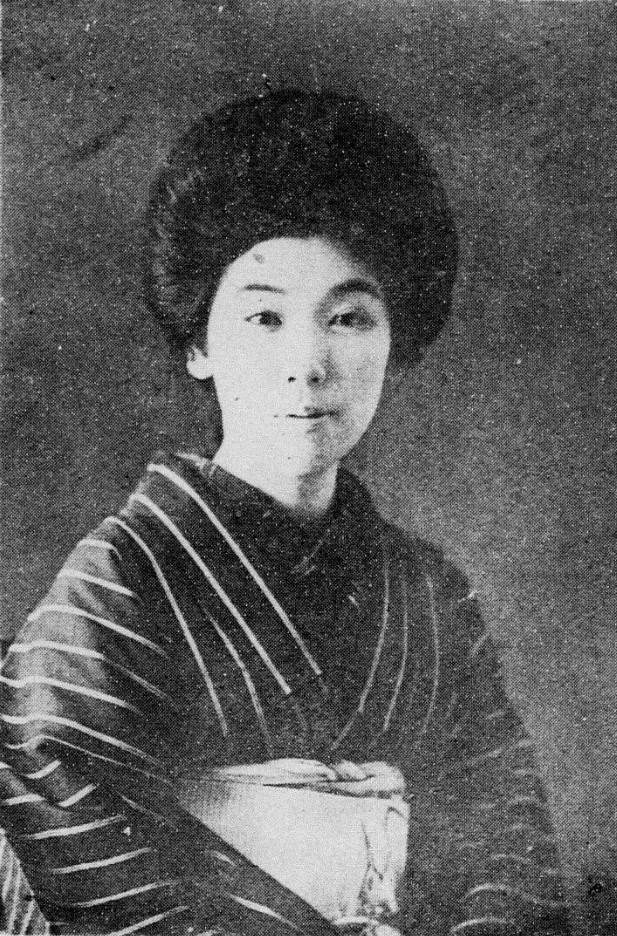
新声劇をともに設立した富士野蔦枝。関西新派の一座で剣劇団である新声劇は、大正8年10月の弁天座旗揚げ後、京都座、新京極明治座などで多くの観客を掴んだ

「日本座」のメンバーとして地方巡業に参加した後、1917年6月に劇団を離れ、武田正憲・諸口十九・高橋義信らが結成した「新演劇協会」に参加。『茶を作る家』、『椿姫』などを出し物に、各地を巡演する。翌1918年3月東京に戻り、井上正夫主宰の「女優劇」の一員として、浅草・吾妻座の舞台に立つ。同年11月、井上と関係があった松竹合名社に招かれて大阪に移り、大阪松竹所属の「新劇団現代劇」（関西新派）の女優となる。1919年2月の京都・明治座『路二つ』で諸口十九と共演した他、同年5月の神戸・中央劇場『太陽』でも諸口や勝見庸太郎を相手役に主演し、関西新派の幹部女優として活躍する。同年10月に辻野良一・三好栄子らとともに「新声劇」を結成し、『ある伝説の家』を出し物に大阪・道頓堀の弁天座で旗揚げ公演を行う。以後も関西各地を巡演し、大衆的人気を得る。翌1920年6月には山田九州男（山田五十鈴の父）・明石潮・岡本五郎・衣笠みどりらと「国華劇」を結成、弁天座で旗揚げ公演を行った。同じ頃、「新演劇協会」時代の仲間で、当時松竹所属の「成美団」の看板俳優であった高橋義信と結婚。同年11月、国際活映系列の「国際新劇団」に入る。

### 映画女優（松竹蒲田）
翌1921年、当時松竹直営となっていた大阪千日前の楽天地で『新トスカ』に出演中、創立間もない松竹キネマ蒲田撮影所所長の田口桜村にスカウトされ、映画界入り。同年7月の帰山教正監督『愛の骸』で、諸口十九と共演して銀幕デビューを飾る。続く田中欽之監督の『悪夢』で関根達発・諸口十九と共演し、3本目の野村芳亭監督・栗島すみ子主演の『法の涙』で芸者・春次を演じて認められた。翌1922年の賀古残夢監督『金色夜叉』では、諸口の貫一、川田芳子のお宮に対し、驕慢な女高利貸し・赤樫満枝を好演し、ヴァンプ女優として評価されるようになる。同年の吉屋信子原作・賀古監督『海の極みまで』では、鳴尾少将令嬢・靖子を演じ、川田芳子・栗島すみ子と共演。信子・川田・栗島の3人は、やがて初期蒲田映画を代表する女性スターの地位を獲得することになるが、忍従型の芸者役を得意とする川田、純情可憐の娘役を持ち役とする栗島に対し、信子は妖艶な肉体を生かしたヴァンプ役や、社会劇や文芸作品での近代的な役柄に個性を発揮した。
蒲田入社当初は、正統派二枚目の諸口十九を主な相手役としていたが、1922年後半頃からは、活劇スター・勝見庸太郎とのコンビが増えるようになる。島津保二郎監督『勇敢なる逓送夫』を皮切りに、牛原虚彦監督『新しき生へ』、島津監督『愛の契』、『黄金』と立て続けに共演し、岩田祐吉と栗島すみ子、諸口十九と川田芳子に匹敵する名コンビと謳われた。1923年に入ると、『大愚人』で引き続き島津監督・勝見と組み、続く島津監督『恵まれぬ人』では関根達発と共演、カフェーの女給を好演した。同年5月の池田義臣（のち義信）監督の大作『母』では、川田の生みの母、栗島の義理の母に対し、当時の名子役・高尾光子の育ての母を熱演した。また、翻案物『人肉の市』（島津保二郎監督）、社会派悲劇『剃刀』（同）でも主演した他、演技派の岩田祐吉とも池田義臣監督『二つの道』で顔を合わせた。この頃には、単なる男性スターの添え物としての女優ではなく、一個の性格女優としての地歩を確立していた。
1923年9月の関東大震災の後、京都の下加茂撮影所に一時移籍。池田義信監督『呪われの日』で諸口と岩田、牛原監督『夜の笑ひ』で勝見の相手役をつとめた後、翌1924年1月に蒲田に復帰。野村芳亭監督『嬰児殺し』では、主演の女土工・あさを演じ、小山巡査役の岩田祐吉との鬼気迫る演技合戦は評判を呼んだ。岩田とは牛原監督の『無花果』、小沢得二監督でイプセンの『人形の家』の翻案『黄金地獄』でも共演。また、「新日本劇」時代の同僚でもあった正邦宏とは島津監督の『茶を作る家』などでコンビを組み、勝見庸太郎とは大久保忠素監督の『カルメン』の翻案『灼熱の恋』で、勝見のドン・ホセに対しカルメンを情熱的に演じた。後者は同年の松竹最高の興行成績を記録し、『嬰児殺し』とともに蒲田での代表作の一つとなった。

### 映画女優（帝国キネマ・東邦映画）〜再び舞台へ
1924年11月、小唄映画『籠の鳥』が記録的大ヒットを記録した帝国キネマが、各社の看板スターの引き抜きを画策すると、信子もこれに応じ、正邦宏・小沢得二らとともに帝キネに移籍。正邦・小沢とのトリオで『情火渦巻く』（1924年）、『勇敢なる弱者』（同）、『女夫涙』（1925年）を立て続けに撮るが、帝キネは1925年3月に分裂。その後正邦・小沢らとともに、東邦映画に参加。『信天翁』（山上紀夫監督）に主演した他、『四谷怪談』（同）でもお岩・お梅の二役を熱演するが、間もなく東邦映画は解散。
これを機に舞台に戻り、1925年7月の曾我廼家五九郎一座の邦楽座での公演『奥様』などに出演したが、五九郎との事実無根のスキャンダルを報じられ、大きなダメージを受ける。それから間もなく、夫の高橋義信と「近代座」を結成。8月に東京・丸の内の邦楽座で『その妹』、『灼熱の恋』、『高橋お伝』を出し物に旗揚げする。11月からは蒲田時代の当たり役でもあった『嬰児殺し』、『灼熱の恋』を持って関西地方を巡演する。この間、中央映画社に招かれ、同社の第一回作品『高橋お伝』前後編で高橋義信と伊志井寛を相手にタイトルロールを演じる。

### 劇団近代座〜各社との提携
その後は「近代座」の舞台に専念するが、1927年1月に阪妻・立花・ユニヴァーサル連合映画と提携し、山上紀夫監督『切支丹お蝶』に主演。次いで「近代座プロ」を興し、やはり阪妻プロと提携、『大陸を流るゞ女』に主演。翌1928年には、大量のスターが脱退したマキノプロダクションに招かれ、提携作品を制作する。マキノでは、マキノ省三指揮の『鬼神』前後篇、マキノ雅裕監督の『毒華』で、何れも毒婦役を演じて評判となり、「毒婦役者」の代名詞的存在となった。翌1929年には、小沢得二が設立した小沢映画聯盟に客演し、『ラシャメンの父』、『半人半獣』に夫婦で出演。翌1930年には、発声映画社大森撮影所制作のミナトーキー『仮名屋小梅』（葛見丈夫監督）に主演した。
その後は舞台に専念し、大阪・楽天地の中央館、京都座、神戸・松竹劇場など関西を拠点に活動を続ける一方、地方巡業も積極的に行い、遠くは朝鮮・満州にまで足を延ばした。この間、月宮乙女、月浦かすみ（後の大倉千代子）、姪で養女の月澄江など、後に映画界でも活躍する女優を育てた。また、若き日の志村喬も「近代座」に一時在籍していた。1933年の6月から7月まで、浅草・公園劇場で、『お蝶夫人』、『高橋お伝』などを出し物に、近代座創立8年記念興業を打つ。この後、高橋義信と離婚した。

### 五月信子一座〜引退
劇団「享楽列車」への参加を経て、古巣の関西新派に加わり、1933年11月から翌1934年1月まで大阪・角座に出演するが、1934年5月に座員30余人の「五月信子一座」を結成。浅草・公園劇場で旗揚げ公演を行った後、各地を巡業する。映画は翌1935年の太秦発声の浪曲物『紺屋高尾』（志波西果監督）で上田吉二郎、同年の『なみだの母』（永富映次郎監督）で、薄田研二を相手役に主演。1938年には、東宝の長谷川一夫主演『瞼の母』で、水熊のおはまの大役を演じ、老練な演技力と母親役者としての貫禄を示した。
第二次世界大戦中は、「五月信子一座」を率いて、当時日本軍占領下であった東南アジアへも巡業する。1944年7月に劇団の名称を以前の「近代座」に戻し、同年11月と翌1945年2月には大阪・浪花座に出演したが、戦争の激化により一座を解散し、芸能界を引退した。

### 戦後 ~ カトリック入信〜晩年

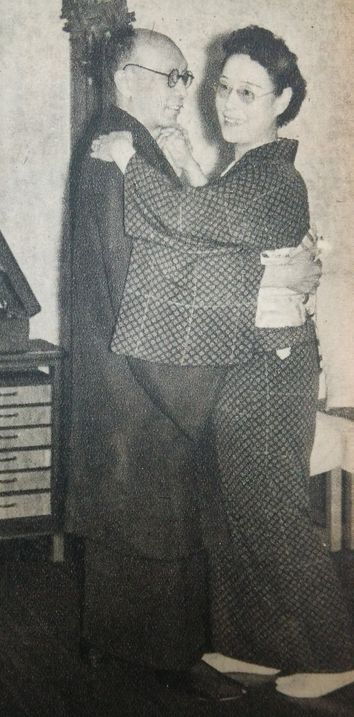
夫とともに（1948年）

戦後間もなく、元大阪毎日新聞学芸部記者・御手洗彦麓と再婚。カトリック信者であった夫の影響で、自身もカトリックに入信し、「マリア」の洗礼名を受ける。
1952年1月、当時夫が専務理事をつとめていた財団法人「カトリック・セツルメント」の主催により、上智大学講堂にて夫との共演で『兄いもうと』を上演。同年8月には、同財団が設立した映画会社「リリア・アルバ社」製作による海外輸出向け作品『乱世の白百合（細川ガラシャ）』で、「マリア・ミタライ」の名義で主演の細川ガラシャを演じた。細川忠興役は、同じ井上正夫門下の山村聡がつとめた。また、「新日本劇」時代の同僚だった柳永二郎や、娘婿に当たる小林重四郎なども出演した。この作品は、夫が団長をつとめるカトリック平和使節団がローマを訪問した際、同地で上映され、3年後の1955年には、『戦国異聞』の題名で日本でも公開された。
1959年7月21日、脳溢血のため、東京都内の自宅で死去。65歳（満年齢）であった。

## 出演

### 舞台

#### 「劇団近代座」以前
- 『枝川の流れ』 : 新日本劇、1915年12月
- 『虎公』 : 新日本劇、1916年3月 - 秋園久満子
- 『裾野』 : 日本座、1916年12月 - 仮名子
- 『茶を作る家』 : 新演劇協会、1917年 - お花
- 『椿姫』 : 新演劇協会、1917年 - 椿姫
- 『路二つ』 : 新劇団現代劇、1919年
- 『太陽』 : 新劇団現代劇、1919年 - 道子
- 『ある伝説の家』 : 新声劇、1919年
- 『新トスカ』 : 国際新劇団、1921年 - トスカ
- 『奥様』 : 曾我廼家五九郎一座、1925年

#### 劇団近代座・五月信子一座
- 『その妹』
- 『灼熱の恋』 - カルメン
- 『高橋お伝』 - 高橋お伝
- 『嬰児殺し』 - あさ
- 『お蝶夫人』 - お蝶夫人
- 『花井お梅』 - 花井お梅
- 『野球狂時代』

#### カトリック・セツルメント
- 『兄いもうと』 : 1952年1月

### 映画

#### 松竹蒲田撮影所
- 『愛の骸』 : 監督帰山教正、サイレント映画、1921年7月7日公開
- 『悪夢』 : 監督田村宇一郎、サイレント映画、1921年7月15日公開
- 『法の涙』 : 監督野村芳亭、サイレント映画、1921年8月10日公開 - 春次
- 『呪いの金鉱』 : 監督牛原虚彦、サイレント映画、1921年9月1日公開
- 『生さぬ仲』 : 監督池田義臣、サイレント映画、1921年10月21日公開
- 『琵琶歌』 : 監督賀古残夢、サイレント映画、1921年11月1日公開
- 『二人妻』 : 監督賀古残夢、サイレント映画、1921年11月30日公開 - お富
- 『旭光照波（潮の朝）』 : 監督池田義臣、サイレント映画、1921年12月31日公開
- 『金色夜叉』 : 監督賀古残夢、サイレント映画、1922年2月1日公開 - 赤樫満枝
- 『海の極みまで』 : 監督賀古残夢、サイレント映画、1922年2月11日公開 - 靖子
- 『山谷堀』 : 監督島津保次郎、サイレント映画、1922年2月15日公開
- 『渡り鳥』 : 監督島津保次郎、サイレント映画、1922年2月21日公開
- 『野の花』 : 監督賀古残夢、サイレント映画、1922年3月1日公開
- 『不如婦』 : 監督池田義臣、サイレント映画、1922年3月9日公開 ※現存（NFC、マツダ映画社所蔵[21][22]）
- 『勇敢なる逓送夫』 : 監督島津保次郎、サイレント映画、1922年3月21日公開
- 『乳姉妹』 : 監督池田義臣、サイレント映画1922年4月1日公開
- 『白蓮紅蓮』 : 監督賀古残夢、サイレント映画1922年4月11日公開 - 艶子
- 『南山血染の軍旗』 : 監督池田義臣、サイレント映画、1922年4月16日公開
- 『青春の罪』 : 監督大久保忠素、サイレント映画、1922年5月21日公開
- 『悪魔の鞭』 : 監督賀古残夢、サイレント映画、1922年6月20日公開
- 『月魄』 : 監督賀古残夢、サイレント映画、1922年7月11日公開
- 『新しき生へ』 : 監督牛原虚彦、サイレント映画、1922年8月31日公開
- 『愛の楔』 : 監督島津保次郎、サイレント映画、1922年9月20日公開
- 『黄金』 : 監督島津保次郎、サイレント映画、1922年12月10日公開
- 『琵琶唄』 : 監督大久保忠素、サイレント映画、1922年12月31日公開
- 『傑作集粋「琵琶歌」（明治文壇海岸の悲劇）』 : 監督野村芳亭、サイレント映画、1922年12月31日公開
- 『狂い獅子』 : 監督賀古残夢、サイレント映画、1922年（月日未詳）公開
- 『二つの道』 : 監督池田義臣、サイレント映画、1923年2月11日公開
- 『恵まれぬ人』 : 監督島津保次郎、サイレント映画、1923年1月21日公開
- 『現代の女性』 : 監督池田義臣、サイレント映画、1923年4月1日公開
- 『大愚人』 : 監督島津保次郎、サイレント映画、1923年4月16日公開
- 『噫無情 第二篇 市長の巻』 : 監督池田義臣、サイレント映画、1923年4月30日公開
- 『母』 : 監督野村芳亭、サイレント映画、1923年5月16日公開
- 『人肉の市』 : 監督島津保次郎、サイレント映画、1923年6月15日公開 - 北村浜子
- 『大東京の丑満時 第四篇 喜劇篇』 : 監督島津保次郎、サイレント映画、1923年6月15日公開
- 『剃刀』 : 監督島津保次郎、サイレント映画、1923年7月27日公開 - お初
- 『寛一と満枝』 : 監督島津保次郎、サイレント映画、1923年8月18日公開 - 満枝
- 『嬰児殺し』 : 監督野村芳亭、サイレント映画1924年2月29日公開 - あさ
- 『無花果』 : 監督牛原虚彦、サイレント映画、1924年3月23日公開
- 『日曜日』 : 監督島津保次郎、サイレント映画、1924年5月11日公開
- 『茶を作る家』 : 監督島津保次郎、サイレント映画、1924年6月11日公開 - お花
- 『灼熱の恋』 : 監督大久保忠素、サイレント映画、1924年9月11日公開 - カルメン
- 『黄金地獄』 : 監督小沢得二、サイレント映画、1924年10月30日公開
- 『永久の愛 前篇』 : 監督池田義信、1935年10月15日公開 - 藤村延子
- 『永久の愛 後篇』 : 監督池田義信、1935年10月15日公開 - 藤村延子

#### 松竹下加茂撮影所
- 『呪はれの日』 : 監督池田義臣、サイレント映画、1923年9月30日公開
- 『恐ろしき夜』 : 監督大久保忠素、サイレント映画、1923年11月19日公開
- 『夜の笑ひ』 : 監督牛原虚彦、サイレント映画、1923年11月29日公開
- 『幽芳集 乳姉妹』 : 監督野村芳亭、サイレント映画、1923年12月31日公開

#### 帝国キネマ
- 『情熱渦巻く』 : 監督小沢得二、サイレント映画、1924年12月11日公開
- 『女夫涙』 : 監督小沢得二、サイレント映画、1925年2月11日公開
- 『黒百合の花』 : 監督山上紀夫、サイレント映画、1925年5月29日公開 ※小坂撮影所製作

#### 東邦映画
- 『四谷怪談』 : 監督山上紀夫、サイレント映画、1925年6月4日公開 - お岩・お梅
- 『信天翁』 : 監督山上紀夫、サイレント映画、1925年6月25日公開

#### 中央映画
- 『高橋お伝 前篇』 : 監督山上紀夫、サイレント映画、1926年1月31日公開 - 高橋お伝
- 『高橋お伝 後篇』 : 監督山上紀夫、サイレント映画、1926年2月7日公開 - 高橋お伝

#### 阪妻・立花・ユニヴァーサル聯合映画
- 『切支丹お蝶』 : 監督山上紀夫、サイレント映画、1927年1月28日公開

#### 近代座プロダクション
- 『大陸を流るゝ女』 : 監督山上紀夫、サイレント映画、1927年2月1日公開

#### マキノプロダクション
- 『鬼神 前篇』 : 指揮マキノ省三、監督押本七之助、サイレント映画、1928年7月13日公開
- 『毒華』 : 監督マキノ正博、サイレント映画、1928年8月30日公開
- 『鬼神 後篇』 : 監督押本七之助、サイレント映画、1928年10月5日公開

#### 小沢映画聯盟
- 『ラシャメンの父』 : 監督小沢得二、サイレント映画、1929年1月25日公開 - かよ子
- 『半人半獣』 : 監督小沢得二、サイレント映画、1929年10月13日公開 - 假名子

#### 発声映画社
- 『仮名屋小梅』 : 監督蔦見丈夫、1930年1月7日公開 - 小梅

#### 太秦発声
- 『紺屋高尾』 : 監督志波西果、1935年4月11日公開 ※35mmオリジナルのみ現存（マツダ映画社所蔵[22]）
- 『なみだの母』 : 監督永富映次郎、1935年5月8日公開 - 江守久美子

#### 東宝
- 『瞼の母』 : 監督近藤勝彦、1938年7月10日公開 - 水熊のおはま ※現存（東宝からビデオ化[23]）

#### リリア・アルバ映画
『乱世の白百合（細川ガラシャ）』 : 監督佐藤武・大岩大介、1952年10月30日完成、1955年2月25日『戦国秘聞』の題で日本公開 - 細川ガラシャ